# Jérôme Bignon de Blanzy
Pour les articles homonymes, voir Jérôme Bignon, Bignon et Blanzy (homonymie).
Jérôme Bignon de Blanzy, né le 26 février 1698 et mort le 8 mars 1743 à Paris, est grand commis d'État et bibliothécaire du roi.

## Biographie
Il est le neveu de l'abbé Jean-Paul Bignon dont il hérite de la charge de Bibliothécaire du roi en 1722 mais ne l'obtient en titre qu'en octobre 1740.
Il est conseiller au parlement de Paris et intendant de la Rochelle (1726-1737) puis de Soissons. Peu avant sa mort, il est nommé conseiller d'État. 
Il est également membre honoraire de l'Académie des inscriptions et belles-lettres (1742).